# Echinoptilidae
Echinoptilidae es una familia de "plumas marinas" que pertenecen al orden Pennatulacea, dentro de la clase Anthozoa. 
Enmarcados comúnmente entre los corales blandos, ya que carecen de esqueleto cálcico como los corales del orden Scleractinia, por lo que no son corales hermatípicos. 
Forman colonias de pólipos, unidos por una masa carnosa de tejido común generado por ellos, para soportar la colonia, llamada cenénquima. De simetría radial, los pólipos autozoides no son retráctiles, cuentan con 8 tentáculos, y tienen cálices bifurcados.
Se distribuyen por el océano Indo-Pacífico.

## Géneros
Según el Registro Mundial de Especies Marinas, la familia comprende 2 géneros que contienen, aproximadamente, 8 especies. 
- Actinoptilum. Kükenthal, 1911
- Echinoptilum. Hubrecht, 1885